# Musée national d'anthropologie archéologique de Curaçao
Le Musée national d'anthropologie archéologique est un musée ouvert en 1998 situé à Willemstad sur l'île de Curaçao.

## Collections
Les collections gérées par le Musée national comprennent de nombreux objets archéologiques (précolombiens) ainsi que des objets ethnographiques de la fin du XIXe siècle à nos jours,.